# Сан-Мартін-де-Оскос
Сан-Мартін-де-Оскос (ісп. San Martín de Oscos, галісійсько-астурійською Samartín d'Ozcos) — муніципалітет в Іспанії, у складі автономної спільноти Астурія. Населення — 448 осіб (2009).
Муніципалітет розташований на відстані близько 420 км на північний захід від Мадрида, 90 км на захід від Ов'єдо.
Муніципалітет складається з таких паррокій: Ільяно, Лабіарон, Оскос, Песос.

## Демографія
Динаміка населення (INE ):

## Галерея зображень

Розташування муніципалітету